# MAアルミニウム
MAアルミニウム株式会社（エムエーアルミニウム）は、日本のアルミニウム専業の準大手メーカー。2022年4月1日にアルテミラグループとして設立され、同日、三菱アルミニウム株式会社から事業の譲渡を受けた。
ここでは事実上の前身である、三菱アルミニウム株式会社（みつびしアルミニウム）についても記述する。三菱アルミニウムは、三菱グループに属し、三菱マテリアルが過半数の株式を保有する連結子会社で、かつ三菱金曜会及び三菱広報委員会の会員企業であった。事業譲渡後、2022年4月、三菱アルミニウム株式会社は株式会社エム・エム・エーに商号変更し、法人としては存続している。

## 沿革
- 1962年
  - 1月 - 三菱グループ2社（三菱金属鉱業・三菱化成工業）と米・レイノルズ社の3社合弁により三菱レイノルズアルミニウム株式会社として設立[8]
  - 1月 - 静岡県裾野市内の富士山麓で、押出、板及び箔の各製品を生産する総合工場（現富士製作所）の建設に着手
- 1968年1月 - 富士製作所がJISマーク表示許可工場に認定。
- 1970年1月 - 三菱アルミニウム株式会社に社名変更[8]
- 1985年11月 - 米国アラバマ州に、自動車熱交換器用押出材の生産を目的とした合弁会社サーマレックス社を設立。
- 2017年11月23日 - 当社親会社である三菱マテリアルが、子会社の三菱電線工業、三菱伸銅、三菱アルミニウムの3社で、品質の不正があったことを発表。
- 2018年1月12日 - 経済産業省が、当社富士製作所のアルミ製品について、品質管理体制に問題があることを理由に日本工業規格（JIS）の認証を認証機関から取り消されたと発表。
- 2019年4月 - 立花金属工業を完全子会社化[9]。
- 2021年4月 - 立花金属工業の全株式を開明伸銅へ譲渡[10][11]。
- 2022年
  - 3月 - 三菱マテリアル株式会社の事業がアルテミラ株式会社へ売却。
  - 4月 - 三菱アルミニウムから事業を承継したMAアルミニウム株式会社が事業を開始。三菱アルミニウムが株式会社エム・エム・エーに商号変更。

## 不祥事

### アルミニウム箔カルテル問題
2005年11月11日、公正取引委員会より、食品の包装材の材料などに使われるアルミニウム箔について、製造販売会社6社とその子会社1社が価格カルテルを結んでいたとして排除勧告を行った。排除勧告の対象は、当社の他、東洋アルミニウム（大阪市）、日本製箔（同市）、住軽アルミ箔（東京都千代田区）、サン・アルミニウム工業（千葉市）、東海アルミ箔（横浜市）、及び当社子会社のエムエーパッケージング（東京都港区）。
エムエーパッケージング社以外の6社は2002～2004年にかけて、アルミ箔加工用の原材料1キロあたりの販売価格を現行より、2002年10月出荷分で50円▽04年4月分から40円▽05年2月分から30円、それぞれ値上げすることを決定。三菱アルミ以外の6社は、錠剤などの容器のふたに使われるアルミ箔の価格を現行より、2004年7月出荷分から5～10％値上げすることを決めた。また7社は、値上げに応じない顧客に対し、納期を意図的に遅らせていた。顧客が抵抗し値上げが進まなかったため、実質的な値上げ幅は1キロあたり20～30円だった。

### アルミ製品データ改竄
当社富士製作所において、顧客2社に出荷したアルミ板で、性能を満たしたようにデータを書き換えていたことが、2016年11月に実施した同社の社内調査で判明。資料が残る過去数年分も調べると、さらに14社に対して基準に満たないアルミ製品の品質データの数値を改竄（かいざん）していることが明らかとなった。改竄は数年前から社内で認識されていたにもかかわらず、調査で発覚するまで改竄が行われていた。同社では契約の性能を満たしていない製品を、顧客の了承を得て出荷する「特別採用」と呼ぶ商慣行を悪用、無断納入していた。